# Pelagia benovici
Deze kwal wordt alleen nog maar benoemd met de wetenschappelijke naam Pelagia benovici. Dit omdat deze kwal pas ontdekt is (september 2013) in de golf van Venetië. Via DNA-onderzoek is er gebleken dat deze kwal nieuw is voor de wetenschap. De soort is hoogstwaarschijnlijk een exoot in de golf van Venetië, omdat dit gebied een van de best onderzochte wateren is van de wereld en de kwal niet eerder hier is gevonden.